# Deutsche Nationalbibliografie
Die Deutsche Nationalbibliografie, im vollständigen Titel Deutsche Nationalbibliografie und Bibliografie der im Ausland erschienenen deutschsprachigen Veröffentlichungen (früher: Deutsches Bücherverzeichnis bzw. Deutsche Bibliographie), ist die Nationalbibliografie der Bundesrepublik Deutschland. Sie wird von der Deutschen Nationalbibliothek (DNB) seit 1913 herausgegeben und verzeichnet den Bestand der dort eingegangenen Pflichtexemplare und darüber hinaus erworbenen Publikationen mit Erscheinungsjahr ab 1911.
Die Deutsche Nationalbibliografie ist auch online erreichbar. Auf deren Webseiten kann jeder kostenfrei in der Datenbank der DNB recherchieren. Sie verzeichnet den Bibliotheksbestand und erfüllt somit den gesetzlichen Auftrag der Deutschen Nationalbibliothek zur bibliografischen Verzeichnung aller in Deutschland erscheinenden Veröffentlichungen. Seit 2004 werden in der Datenbank alle bibliografischen Erstverzeichnungen aufgenommen.
Für die im deutschen Sprachbereich erschienenen Druckwerke des 16., 17. und 18. Jahrhunderts erstellen die Projekte VD 16, VD 17 und VD 18 jeweils retrospektive Nationalbibliografien.

## Gedruckte Jahresverzeichnisse
- Deutsches Bücherverzeichnis, 1911–1990 (90 Bde.)
- Deutsche Bibliographie, 1945–1990
- Deutsche Nationalbibliographie, 1991–2000

## Aufbau und Umfang
Die Bibliografie in PDF-Form bzw. HTML-Version ist in mehrere Reihen aufgeteilt:
- Reihe A: Wöchentliches Verzeichnis von Monografien und Periodika des Verlagsbuchhandels, dazu zählen: Zeitschriften, Bücher, nicht musikalische Tonträger, weitere AV-Medien, Mikroformen, elektronische Publikationen sowie Übersetzungen und Germanica (früher Reihe G)
- Reihe B: Wöchentliches Verzeichnis von Monografien und Periodika außerhalb des Verlagsbuchhandels, dazu gehören: Zeitschriften, Bücher, nicht musikalische Tonträger, weitere AV-Medien, Mikroformen und elektronische Publikationen.
- Reihe C: Vierteljährliches Verzeichnis von Karten
- Reihe D: Kumuliertes Halbjahresverzeichnis der Reihen A, B und C (mit Ende der Printausgabe eingestellt)
- Reihe E: Kumuliertes Fünf-, ab Ausgabe 2001 Dreijahresverzeichnis der Reihen A, B, C und H (auch: Deutsches Bücherverzeichnis; mit Ende der Printausgabe eingestellt)
- Reihe G: Vierteljährliches Verzeichnis von Germanica und Übersetzungen deutschsprachiger Werke im Ausland (aufgegangen in Reihe A)
- Reihe H: Monatliches Verzeichnis von Hochschulschriften, Habilitationsschriften und Dissertationen deutscher Hochschulen und deutschsprachige Habilitationsschriften und Dissertationen des Auslandes, unabhängig von ihrer Erscheinungsform.
- Reihe M: Monatliches Verzeichnis von Musikalien (Noten) und musikrelevantem Schrifttum
- Reihe T: Monatliches Verzeichnis von Musiktonträgern
- Reihe O: Online-Publikationen (seit Januar 2010)
- Die Reihe N (Vorankündigungen Monografien und Periodika), ein CIP-Dienst, ist inzwischen nicht mehr Bestandteil der Nationalbibliografie, sondern wird als eigenständiger Neuerscheinungsdienst angeboten.

Seit 1998 werden folgende Medienarten unterschieden, die sich auch getrennt durchsuchen lassen:
- Bücher
- Zeitschriften/Serien
- Karten (Landkarten, Stadtpläne, Messtischblätter)
- Online Ressourcen (Publikationen im Internet)
- Elektronische Datenträger (Disketten, CD-ROMs, DVDs)
- Mikroformen (Mikrofilme, Mikrofiches)
- Audiovisuelle Medien (Tonkassetten, Filme, Videos, CD-ROMs, DVDs)
- Blindendrucke (Publikationen in Blindenschrift)
- Medien-Kombinationen (Kombination Buch/CD-Rom, Buch/Audiokassette und ähnliche)

2004 wurde die Sachgruppen-Gliederung der Deutschen Nationalbibliographie auf eine auf der DDC basierende Klassifikation umgestellt.
Seit Januar 2010 wird die Deutsche Nationalbibliografie nur noch als Online-Zeitschrift angeboten.
Der Portalkatalog der Nationalbibliothek bietet zusätzliche Möglichkeiten wie z. B. Filter auf die einzelnen Reihen der Nationalbibliografie zu legen oder nach Bibliografieheften zu suchen, bestimmte Medienarten wie Online-Publikationen oder Dissertationen auszuwählen, Suchprofile zu speichern oder Trefferlisten als HTML-Datei zu exportieren. Die neuen, elektronischen Angebote kommen den veränderten Nutzerbedürfnissen entgegen und lösen die Deutsche Nationalbibliografie in gedruckter Form und als CD-ROM-Ausgabe ab.